# Sobradinho Esporte Clube
Il Sobradinho Esporte Clube, noto anche semplicemente come Sobradinho, è una società calcistica brasiliana con sede a Sobradinho, nel Distretto Federale.

## Storia
Il club è stato fondato il 1º gennaio 1975. Ha vinto il Campionato Brasiliense nel 1985, e nel 1986. Il Sobradinho ha partecipato al Campeonato Brasileiro Série B nel 1985, dove è stato eliminato alla prima fase dall'Americano. Il Sobradinho è stato eliminato alla prima fase della Série B nel 1989. Ha partecipato al Campeonato Brasileiro Série C nel 1996, dove è stato eliminato alla seconda fase dal Mixto. Il club ha stretto una partnership con il Botafogo de Futebol e Regatas il 1º marzo 1996, cambiando nome in Botafogo Sobradinho Esporte Clube. Dopo alcuni anni, la partnership è terminata, e il club è tornato a chiamarsi Sobradinho Esporte Clube. Il Sobradinho ha vinto il Campeonato Brasiliense Segunda Divisão nel 2003.

## Palmarès

### Competizioni statali
- Campionato Brasiliense: 3

1985, 1986, 2018
- Campeonato Brasiliense Segunda Divisão: 3

1960, 2003, 2024

### Altri piazzamenti
- Campionato Brasiliense:

Secondo posto: 1984, 1989, 1994